# Zapeando
Zapeando é um programa de televisão espanhol produzido por Globomedia que se emite na sobremesa de laSexta desde o 18 de novembro de 2013. Criado por Juan Andrés García "Bropi" e apresentado por Frank Blanco, o programa repassa a cada jornada televisiva em tom de humor misturando-a com jogos e secções diversas.
O programa está composto por Ana Morgade, Anna Simon, Cristina Pedroche, Miki Nadal e Quique Peinado junto com outros colaboradores ocasionais.

## Formato
Zapeando é uma tertulia televisiva ao vivo na que sua presentador e os colaboradores comentam com humor o mais destacado da programação televisiva, bem como os espaços mais e menos queridos pelos espectadores, os melhores vídeos e montagens, os gazapos dos presentadores, a lembrança de antigas personagens de sucesso televisivo, ou os anúncios mais comentados. Ademais, o formato admite a introdução de convidados em algumas das emissões, que ajudam a comentar alguns dos momentazos televisivos ou simplesmente falam sobre seus trabalhos mais recentes.
Em ocasiões, alguns colaboradores realizam paródias de alguns dos programas zapeados. Por exemplo, Miki Nadal parodiou a Antonio (proprietário da taberna La concha, aparecido no programa Pesadilla en la cocina) ou ao tertuliano de El chiringuito de Jugones, François Gallardo. O programa também tem copiado alguns jogos e secções de outros espaços, normalmente internacionais, como a guerra de agua popularizada por Jimmy Fallon em seu programa The Tonight Show, da corrente estadounidense NBC. Este "abuso" por parte de Zapeando com o programa estadounidense é, em muitas ocasiões, motivo de broma entre os colaboradores do programa.

## História
No final do mês de agosto de 2013, anunciou-se que La Sexta e Globomedia estavam a preparar Zapeando, uma tertulia sobre a televisão na que o presentador e um grupo de colaboradores comentariam em tom de humor toda a actualidade televisiva, tanto nacional como internacional. O 4 de outubro desvelou-se que Frank Blanco seria seu presentador, e uns dias depois seus colaboradores, que seriam Celia Montalbán, César García, Mar Vega, Miki Nadal, Quique Peinado, Santi Villas, Sergi Mas e Susana Guasch.
Ainda que sua estréia estava planeada para o 11 de novembro, Zapeando finalmente começou suas emissões o 18 de novembro de 2013 às 15:45 horas. Desde então emite-se de segunda-feira a sexta-feira na sobremesa da Sexta. Depois de algumas semanas de emissão, o programa foi incorporando novidades que deram mais fluidez e melhor aspecto ao programa, como a introdução de um guion e a incorporação de uma mesa central na que se sentam tanto o presentador como os colaboradores. Alguns deles se marcharam (César García, Mar Vega, Santi Villas, Sergi Mas, Celia Montalbán e Susana Guasch) e se foram incorporando outros novos, como Sara Escudero, Ana Morgade, Cristina Pedroche e Manu Sánchez.
Durante o verão de 2014 incorporaram-se ao programa alguns novos colaboradores, como Anna Simon, o estilista Josie, e os cómicos Goyo Jiménez, El Monaguillo e Leo Harlem. Também se fichó à jornalista Sara Bravo para a realização de diversas reportagens em povos espanhóis. Despediu-se do programa o 28 de agosto para reincorporar-se a X la tarde, em Canal Extremadura, onde trabalhava anteriormente.
Em março de 2015 abandonou temporariamente Cristina Pedroche, e incorporou-se a tertuliana Irene Junquera. Anna Simon passou a ser colaboradora diária e abandonaram Goyo Jiménez e Manu Sánchez.
Na temporada de verão de 2015, incorporaram-se novos colaboradores: Salva Reina, Lorena Castell, Julian Iantzi e Carlos Casal, que substituíram aos habituais em suas ausências por férias. Ademais, Frank Blanco tomou-se uma semana de férias pela primeira vez, sendo substituído por Ana Morgade, Irene Junquera, Sara Escudero, Miki Nadal e Quique Peinado, um dia a cada um.
A partir de agosto de 2015 colabora menos frequentemente, só ocasionalmente Ana Morgade devido às gravações de Tu cara me suena e Olmos y Robles. Em novembro incorpora-se a actriz Llum Barrera, como substituta de Ana Morgade mas seu sucesso fez que se ganhasse uma cadeira.
Em março de 2016 Cristina Pedroche volta a abandonar temporariamente o programa devido a Pekín Express, e incorporou-se o actor Fernando Gil como substituto oficial, mas só apareceu 2 programas.
Em maio de 2016 reincorporou-se Lorena Castell, que colaborou num par de programas durante esse mês, e voltou em julho. Para a temporada verão 2016 incorporaram-se Jorge Ponce, María Lama, María Gómez e Pedro Aznar e deixaram de aparecer Sara Escudero e Leo Harlem.
Em setembro de 2016 produziu-se a baixa de Sara Escudero, a volta de Leo Harlem depois do verão e a incorporação fixa, depois de estar dois verões de Lorena Castell.
Durante o 2017 colaborou em algumas ocasiões a presentadora Ares Teixidó. Ademais, em fevereiro para fazer frente à concorrência de Cuatro, incorporaram-se a cantora Chenoa aparecendo nas segundas-feiras e o showman Mario Vaquerizo para participar com uma secção "5 vídeos con Mario", uma vez à semana. Em abril a tertuliana Irene Junquera abandonou o programa, devido a sua participação unida a Mediaset España.
Em junho incorporou-se ao programa o humorista Juan Carlos Librado "Nene". Ao mês seguinte e durante toda a temporada de verão 2017, Michelle Calvó e Paula Prendes supriram as ausências de seus colegas por férias.
Durante o verão de 2018, Jon Plazaola, David Amor, Lorena Castell, Llum Barrera, Paula Prendes, Chenoa e Leio Harlem substituíram aos colaboradores habituais em suas férias. Anna Simon voltou a apresentar 2 semanas.
Inicialmente, o programa terminava às 17:15, mas em meados de 2014 aumentou-se sua duração, terminando às 17:20. A partir de 30 de janeiro de 2017, o programa durava 10 minutos mais, e terminava às 17:30, ainda que três dias mais tarde recortou-se sua duração, e actualmente finaliza às 17:23.
A audiência do programa tem melhorado muito desde seu início, com quotas de ecrã dentre o 7% e 9% de share e um rastreamento dentre 800.000 e um milhão de espectadores em media. Obteve seu recorde histórico em seu programa 500 (o 23 de novembro de 2015), com uma média de 1.200.000 espectadores e uma quota de ecrã de 9,4%. A dia de hoje, a corrente está satisfeita com a evolução positiva que tem tido o formato em audiência, chegando a superar os 800.000 espectadores e ocasionalmente o milhão de espectadores.

### Repercussão internacional
- Venezuela: em maio de 2016, o presidente Nicolás Maduro destacou que aparecia com bastante frequência em programas de humor como Zapeando e El intermedio.[14] Meses mais tarde, em fevereiro de 2017, Maduro admitiu ser fã do programa, mencionando concretamente a Quique Peinado, um facto que apareceu nos titulares dos noticiários de laSexta.[15]
- Argentina: em junho de 2016, durante a participação de Marta Sánchez no programa argentino Leste é o show, os colaboradores de Zapeando mostraram as imagens e queixaram-se das más valorações que recebia a cantora. No seguinte programa, os juízes do talent show responderam aos zapeadores, que terminaram se enviando mensagens mutuamente através de seus respectivos programas. Ademais, o presentador José María Listorti[16] chamou por telefone a Zapeando para comentar o que ambos programas chamaram "escândalo internacional".[17]
- Estados Unidos: em setembro de 2014, o programa mostrou imagens de Ximena Córdoba, que lhes chamou a atenció por sua curiosa forma de dar o tempo cantando no canal americano Univision. Ao dia seguinte, ela mandou saudações a Zapeando, que os zapeadores lhe devolveram. Após várias conexões via Skype, a presentadora viajou a Espanha e apareceu no programa 201 de Zapeando.[18]

### Polémicas
Zapeando começou suas emissões com uma dura crítica por parte do público, que assinalava que estavam bastante longe de chegar a ser algo parecido a Sé lo que hiciste e que o programa se acercava muito ao formato de outros como Me salva. No entanto, após várias modificações na estrutura do programa, o programa tem conseguido melhores audiências.
Em março de 2014, a corrente eclesiástica 13 TV proibiu a Zapeando e ao intermediário, ambos da produtora Globomedia, emitir imagens de dita corrente devido à má publicidade que lhe davam, já que, segundo a corrente, muitos dos zappings que punham eram utilizados como medeio de troça por parte de ambos programas.
Também em março de 2014, Zapeando deixou de emitir imagens de Televisión Española em seu programa, quando dantes nunca faltavam sequências protagonizadas por Mariló Montero, Toñi Moreno ou Espanha directo. Mais tarde, depois de vários meses sem emitir imagens de TVE, o 24 de julho de 2014, "zapearon" a final da segunda edição de MasterChef. Isso se deve a que, ainda que não tinha a proibição das emitir, Globomedia e a corrente pública chegaram a um acordo no que TVE cobraria pela emissão de suas imagens. Não em vão, TVE fazia tempo que se queixava do abuso que de suas imagens enchiam alguns programas de televisão, daí que tenha estabelecido que se pague por sua utilização. Devido ao baixo orçamento de Zapeando, já não emitem mais vídeos da corrente pública.
Zapeando também teve uma pequena polémica num dos primeiros programas, no que o actor Paco León insinuava com humor o iminente fim do programa por seus baixos dados de audiência. Isto ocorreu quando Frank Blanco lhe perguntou como se trabalhava num programa (a série Aída) na que o final estava perto, ao que Paco lhe respondeu "Não sei, mo dize tu", deixando entrever que o programa corria o risco de desaparecer da grelha da Sexta. Desde então no programa falou-se muito desse acontecimento e bem longe de deixá-lo como tabu, têm repetido muitas vezes as imagens do momento para rir-se do zasca de Paco León. É mais, este momento converteu-se o 1 de agosto de 2014 no ganhador de "O zasca do ano", categoria da secção Prêmios Zapeando.

## Público do programa
A produção de Globomedia não admite petições de público para Zapeando e todo o público se selecciona através de uma agência de figuración de Madri. Portanto, ao invés que em El Intermedio não se pode ir como público; e serão os figurantes quem ocupem o assento do público. Normalmente isto se costuma fazer para evitar que tenha assentos vazios e encher o plató todos os dias. Apesar de que o público normal não cobra e os figurantes sim, esta é uma prática muito habitual que se leva a cabo em programas como laSexta Noche ou La ruleta de la suerte.

## Equipa do programa

### Colaboradores actuais
A seguir listam-se os colaboradores actuais, ordenados por data de primeiro aparecimento.
| Colaborador                    | Profissão                                  | Duração | Observações                                                             |
| ------------------------------ | ------------------------------------------ | --- | ----------------------------------------------------------------------- |
| Miki Nadal                     | Presentador, actor, humorista e comediante | Primeiro programa – Actualmente                                                                                           |                                                                         |
| Quique Peinado                 | Jornalista, roteirista e colaborador       | Programa 2 – Actualmente                                                                                                  |                                                                         |
| Ana Morgade                    | Actriz, presentadora e humorista           | Novembro de 2013 – Actualmente                                                                                            |                                                                         |
| Cristina Pedroche              | Presentadora e actriz                      | Dezembro de 2013 – Actualmente                                                                                            | Actualmente de férias                                                   |
| José Fernández Pacheco "Josie" | Estilista                                  | Abril de 2014 – Actualmente                                                                                               | Só secções semanais"Josie News" e "O consultorio de Josie".             |
| Leo Harlem                     | Humorista e monologuista                   | Maio de 2014 – junho de 2016Setembro de 2016 – setembro de 2017Janeiro de 2018 – Março de 2018Julho de 2018 – Actualmente | Actualmente de férias                                                   |
| Anna Simon                     | Presentadora e jornalista                  | Julio de 2014 – Actualmente                                                                                               | Actualmente de férias                                                   |
| Lorena Castell                 | Presentadora, actriz e cantora             | Agosto de 2015Maio de 2016Julho de 2016 – Actualmente                                                                     |                                                                         |
| Llum Barrera                   | Actriz, presentadora e humorista           | Novembro de 2015 – agosto de 2017Novembro de 2017 – Actualmente                                                           |                                                                         |
| Ares Teixidó                   | Presentadora de TV e jornalista            | Fevereiro – março de 2017Junho – agosto de 2017Novembro – dezembro de 20176 de março de 2018                              | Mais de 5 meses sem aparecer no programa                                |
| Chenoa                         | Cantor e compositora                       | Fevereiro de 2017 – Actualmente                                                                                           | Só nas segundas-feiras                                                  |
| Mario Vaquerizo                | Colaborador                                | Março de 2017 – Actualmente                                                                                               | Só secção semanal "5 vídeos com Mario"                                  |
| Juan Carlos Librado "Nene"     | Monologuista e actor                       | Junho de 2017 – agosto de 2017Outubro de 2017 – fevereiro de 2018Maio – junho de 2018                                     | Aparecimentos muito esporádicas; Mais de 1 mês sem aparecer no programa |
| Paula Prendes                  | Actriz e jornalista                        | Verão 2017 – abril de 2018 25 de junho de 2018Julho de 2018 - Actualmente                                                 |                                                                         |
| Jon Plazaola                   | Actor e humorista                          | Verão 2018 | Actualmente de férias                                                   |
| David Amor                     | Actor, humorista, presentador e modelo     | Verão 2018 |                                                                         |

     Colaboradores habituais (aparecem todos ou quase todos os dias)
     Colaboradores ocasionas (aparecem poucos dias todas as semanas)
     Colaboradores pontuas (menos frequentes, aparecem poucas vezes ao mês)
     Colaboradores sozinho numa secção
     Colaboradores em períodos de férias
     Colaboradores ausentes durante um período longo

#### Trajectória dos colaboradores
Temporada 1 (2013-2014)
Anna Simon incorporou-se ao programa em julho de 2014, ainda que já tinha estado em duas ocasiões como convidada em novembro de 2013. Desde seu primeiro dia como colaboradora até março de 2015 só se sentava na mesa de Zapeando para realizar sua secção "El juego de la SemAnna". A partir de abril de 2015, uniu-se ao elenco do programa como colaboradora frequente.
Verão 2014
Durante semanas do verão de 2014, Miki Nadal se ausentaba de Zapeando nas terças-feiras e quartas-feiras, quando dantes estava a diário pela gravação de Tu cara me suena mini. Pelo contrário, Sara Escudero passou de ir de vez em quando, se alternando com Manu Sánchez, a estar nessa temporada na grande maioria de programas devido à ainda mais ausência de Manu e com as pequenas férias que se tomaram Miki Nadal e Quique Peinado em agosto.
Temporada 2 (2014-2015)
Um ano mais tarde, Cristina Pedroche esteve ausente durante 2 meses devido à gravação de Pekín Express, sendo substituída por Anna Simon ou Irene Junquera, que passaram a ser colaboradoras diárias. A sua volta, em maio de 2015, passou a ser uma colaboradora ocasional, aparecendo nas segundas-feiras e terças-feiras para comentar Pequim Express. Finalmente, em julho de 2015, Pedroche voltou a ser colaboradora diária.
Em abril de 2015, Manu Sánchez abandonou Zapeando para apresentar seu próprio programa, El último mono, na Sexta nos domingos pela noite. No entanto, o próprio Frank Blanco assegurou que Manu zapearía de vez em quando mas não foi assim. O 7 de junho de 2015, El último mono foi cancelado da grelha pelos baixos índices de audiência.
Verão 2015
Durante o verão de 2015 os colaboradores habituais e o presentador apanharam-se férias, e o programa contratou a Salva Reina, Lorena Castell, Julian Iantzi e Carlos Pareja para substituir aos colaboradores diários. Terminado o verão, os colaboradores habituais ocuparam de novo seu lugar, ainda que Carlos segue sendo roteirista do programa pese a não aparecer em televisão.
Temporada 3 (2015-2016)
Igual que no ano anterior, desde o 20 de janeiro de 2016 Cristina Pedroche se ausentó um par de meses para gravar a segunda temporada de Pekín Express, e foi substituída durante uns dias por Fernando Gil, e posteriormente por Sara Escudero ou Llum Barrera. Em março, regressou ao programa.
A partir de abril de 2016, Sara Escudero e Leo Harlem se ausentaron uns meses, voltando ele o 13 de junho e ela o 20 de junho, e durante um tempo não apareceram mais. Confirmou-se que ela não ia estar na quarta temporada de Zapeando, já que não o pode compartilhar com seu programa Sígueme el rollo de Ten, enquanto ele voltou o 6 de setembro.
No final de maio de 2016, Lorena Castell regressou ao programa, colaborando em 2 ocasiões, nos dias 20 e 27.
Verão 2016
Para a temporada verão 2016, Lorena Castell reincorporou-se como colaboradora ocasional junto com Jorge Ponce.
O 5 de agosto de 2016, María Gómez uniu-se ao elenco de Zapeando como substituta de Miki Nadal, que se ausentó várias sextas-feiras durante o verão. No dia 16 também se uniu María Lama, e ao dia seguinte se incorporou Pedro Aznar, já que a maioria dos colaboradores habituais estavam de férias. Pedro só apareceu no programa um dia, enquanto os outros 3 colaboradores veraniegos apareceram com mais frequência.
Temporada 4 (2016-2017)
No dia 12 de setembro reincorporou-se Lorena Castell, que até então só tinha colaborado nas temporadas de verão, já como uma colaboradora mais frequente no programa.
O 19 de janeiro, Quique Peinado teve seu segundo filho, pelo que se apanhou várias semanas de baixa, e voltou o 3 de fevereiro para o programa 800.
Ares Teixidó incorpora-se ao programa o 7 de fevereiro de 2017, ainda que seus aparecimentos são muito pontuas. Por exemplo, em fevereiro e março sozinho apareceu uma vez ao mês, se ausentó durante abril e maio, e em junho e julho apareceu duas vezes ao mês. Mais tarde, o 27 de fevereiro incorpora-se a cantora Chenoa como colaboradora ocasional à equipa do programa, aparecendo cada segunda-feira. Por outro lado, Mario Vaquerizo fez seu primeiro aparecimento o 1 de março, colaborando unicamente numa secção.
A princípios de abril de 2017, Mediaset ficha a Irene Junquera, que abandona Zapeando por incompatibilidade entre ambos trabalhos.
O 13 de junho de 2017 incorpora-se ao programa Juan Carlos Librado "Nene" como colaborador ocasional.
Verão 2017
Os contratos do verão são a actriz Michelle Calvó, que se incorporou o 11 de julho para cobrir as férias do resto de colaboradores, e a actriz e jornalista Paula Prendes, que o fez o 28 de julho.
Temporada 5 (2017-2018)
Ainda que Paula Prendes foi contratada inicialmente para um período de férias, o 20 de setembro voltou ao programa para substituir a Anna Simon por doença e ficou como colaboradora ocasional. Ademais, Nene se ausentó durante setembro e voltou em meados de outubro, enquanto Llum Barrera e Ares Teixidó apareceram pela primeira vez na temporada a princípios de novembro. No final desta temporada são muito sonoras as ausências de todos os colaboradores tanto ocasionas como os pontuas, aparecendo por tanto quase todos os dias os habituais. E nesta mesma  Ares Teixidó e Leo Harlem passam quase a não sair no programa.
Verão 2018
No mês de julho o programa ficha a Jon Plazaola e David Amor para substituir aos colaboradores em suas férias. Por outra parte, Nene e Llum Barrera apareceram com menos frequência. Miki Nadal vai-se de férias e se ausentan alguns dias Quique Peinado, Ana Morgade ou Cristina Pedroche e são substituídos por Leo Harlem, Lorena Castell, Llum Barrera, David Amor e Paula Prendes.
Nene e Ares Teixidó seguem sem aparecer no programa.

### Colaboradores anteriores
A seguir listam-se todos os colaboradores que tem tido o programa anteriormente, ordenados por data de último aparecimento.
| Colaborador      | Profissão                      | Duração                                                                                   |
| ---------------- | ------------------------------ | ----------------------------------------------------------------------------------------- |
| Michelle Calvó   | Actriz                         | Verão 2017                                                                                |
| Irene Junquera   | Jornalista e tertuliana        | Abril de 2015 – Março de 2017                                                             |
| Jorge Ponce      | Humorista                      | Verão 2016                                                                                |
| María Gómez      | Presentadora                   | Verão 2016                                                                                |
| María Lama       | Jornalista e locutora de rádio | Verão 2016                                                                                |
| Pedro Aznar      | Jornalista e locutor de rádio  | 17 de agosto de 2016                                                                      |
| Sara Escudero    | Cómica, presentadora e actriz  | Janeiro de 2014 – Maio de 201620 de junho de 2016                                         |
| Salva Reina      | Actor e humorista              | Verão 2015                                                                                |
| Julian Iantzi    | Presentador                    | Verão 2015                                                                                |
| Carlos Pareja    | Roteirista e colaborador       | Verão 2015 (Actualmente, segue siendoguionista do programa pese a não aparecer em ecrã. ) |
| Manu Sánchez     | Humorista                      | Dezembro de 2013 – Abril de 2015                                                          |
| Goyo Jiménez     | Humorista                      | Verão 2014 – Abril de 2015(só secção "Goyo em USA")                                       |
| Tomás García     | Monologuista e comediante      | Verão 2014                                                                                |
| Sara Bravo       | Repórter                       | Verão 2014                                                                                |
| Mónica Monferrer | Actriz                         | 15 e 18 de julho de 2014                                                                  |
| Celia Montalbán  | Jornalista e presentadora      | Primeiro programa – Janeiro de 2014                                                       |
| Sergi Mas        | Actor, cómico e jornalista     | Primeiros programas                                                                       |
| Santi Villas     | Colaborador                    | Primeiros programas                                                                       |
| Mar Vega         | Colaboradora                   | Primeiros programas                                                                       |
| Susana Guasch    | Jornalista e presentadora      | Primeiros programas                                                                       |
| César García     | Colaborador                    | Primeiros programas                                                                       |

### Colaboradores convidados
Muito de vez em quando, Zapeando leva ao plató uma personagem famosa para que participe no programa como um colaborador mais. Dita pessoa não deixa de ser um convidado, mas não exerce como tal. Alguma vez, este colaborador convidado tem sido depois fichado pelo programa.
- Thais Villas
- Nuria Roca
- Ana Morgade (fichada)
- Manu Sánchez
- Mónica Monferrer
- Txabi Franquesa
- Berta Collado
- Paco León
- Yolanda Ramos
- David Fernández
- Joaquín Pajarón
- Boris Izaguirre
- María León
- Josep Pedrerol
- Agustín Jiménez
- Juanra Bonet
- Carlos Latre
- Jorge Ponce
- Llum Barrera (fichada)
- José Corbacho
- Susanna Griso
- Fernando Gil
- Cristina Pardo
- José María Íñigo

## Temporadas e programas
| Temporada 1 | 162(do 1 ao 162)                        | 18 de novembro de 2013 | 18 de julho de 2014   | 689 000   | 5,4%   |
| Verão 2014  | 29(do 163 ao 191)                       | 21 de julho de 2014    | 29 de agosto de 2014  | 806 000   | 7,1%   |
| Temporada 2 | 209(do 192 ao 400)                      | 1 de setembro de 2014  | 3 de julho de 2015    | 894 000   | 7,2%   |
| Verão 2015  | 45(do 401 ao 445)                       | 6 de julho de 2015     | 4 de setembro de 2015 | 785 000   | 6,6%   |
| Temporada 3 | 208(do 446 ao 653)                      | 7 de setembro de 2015  | 1 de julho de 2016    | 895 000   | 7,3%   |
| Verão 2016  | 45(do 654 ao 696)                       | 4 de julho de 2016     | 2 de setembro de 2016 | 731 000   | 6,4%   |
| Temporada 4 | 208(do 697 ao 903+ especial Nochevieja) | 5 de setembro de 2016  | 30 de junho de 2017   | 824 000   | 6,9%   |
| Verão 2017  | 43(do 904 ao 946)                       | 3 de julho de 2017     | 1 de setembro de 2017 | 702 000   | 6,2%   |
| Temporada 5 | 202(do 947 ao 1148)                     | 4 de setembro de 2017  | 29 de junho de 2018   | 789 000 * | 6,7% * |
| Verão 2018  | 45 (desde o 1149)                       | 2 de julho de 2018     | 31 de agosto de 2018  |           |        |

() Dados provisórios
(Negrita) Edição mais vista

## Secções

### Secções actuais
- Ya veremos...: É a primeira secção do dia. Nela se faz um breve sumário do que ver-se-á ao longo do programa.
- Quique community manager: É a última secção do dia ou a primeira no caso de que no dia anterior não tenha dado tempo. Nela, Quique Peinado mostra as melhores fotos que a audiência tem enviado a Twitter conforme com o tema proposto ao início do programa.
- Momentazos televisivos: Cada colaborador trata algum momentazo da televisão.
- Rueda rápida de ...: Os colaboradores vão-se turnando para contar chistes curtos sobre um tema de actualidade.
- Zasca!!: Os colaboradores mostram os cortes mais recentes emitidos em TV. Fora de secção também se mostram vídeos deste tema.
- Desapalabrados: Esta secção recopila vários lapsus línguae daqueles presentadores ou personagens que aparecem em televisão.
- ¡Cómorl!: Secção na que se mostram diversos gazapos televisivos, maioritariamente de programas informativos ou de reportagens.
- Josie News: O famoso estilista comenta e valoriza as indumentarias de pessoas famosas em galas.
- El consultorio de Josie: Semanalmente, Josie responde às perguntas dos espectadores sobre moda e tendências, enviadas através de Twitter com o hashtag #ZapeandoRasé.
- El juego de la SemAnna: Cada sexta-feira, Anna Simon propõe aos colaboradores jogar a um jogo que ela tem escolhido de um programa de televisão estrangeiro.
- Estão a passar coisas: Quique Peinado apresenta vídeos nos que há detalhes que, a primeira vista, ninguém tem visto. Por exemplo, um vídeo no que alguém do público de um programa fica dormido e dá cabezadas. Num princípio, esta era uma secção a parte, mas actualmente se realiza como uma sub-secção dentro dos momentazos televisivos.
- Paco Trump e Melania Simon: Miki Nadal disfarça-se de Paco Trump, o primo de Donald Trump, e comenta as últimas polémicas do presidente de Estados Unidos. Em ocasiões, acompanha-lhe sua esposa María Eugenia "Melania" Simon, interpretada por Anna Simon, que assente com um sorriso a todo o que seu marido lhe pede mas se mostra muito triste e pede socorro quando ele não a olha.
- Salón de Sorteos Marrones de Zapeando: Em forma de sorteio de loteria, Anna Simon, uma hospedeira com poucas luzes interpretada por Anna Simon desde o croma, indica os últimos nomes aparecidos primeiro nos Papéis de Panamá e depois nos Papéis do paraíso.
- Al Voto Vivo: Paródia do programa Al rojo vivo da Sexta, onde os zapeadores comentam os episódios mais divertidos que tem deixado um período eleitoral ou um acontecimento político. Após várias edições, foi-se mudando ligeiramente o nome para adequar com o tema, como Al Vot Viu para as eleições catalãs de 2015, Al Desfile Vivo para o dia da Hispanidad de 2016, Al Sorteio Vivo sobre a loteria de natal ou Al Trump Vivo sobre Donald Trump.
- El rincón de pensar: Os colaboradores mandam ao "rincão de pensar" a uma personagem famosa por algum momento polémico que tenha protagonizado.
- Juro-to por Zapeando, osea: Anna Simon e Ana Morgade, como Cuqui e Puchi, respectivamente, representam ser sobrinhas de Ana Obregón e dão conselhos de algum tema com um tom muito pijo e humorístico. Também tem colaborado Miki Nadal como Borja, o primo de Cuqui.
- Tweet sondeo: O programa lança uma pergunta em Twitter com duas respostas possíveis para que a audiência eleja a que está conforme com sua opinião.
- ¿Pero qué me estás contando?: A cada um dos zapeadores sentados na mesa lhe traz um vídeo a Leio Harlem para que ele dê sua opinião e revele se para ele isso é um progresso ou mais bem um atraso para esta sociedade.
- 5 vídeos con Mario: Cada colaborador mostra um vídeo sobre um assunto de actualidade e Mario Vaquerizo explica seu ponto de vista sobre o tema.
- Zap-Check: Parodiando a secção Fact-check do objectivo, Lorena Castell ou Cristina Pedroche apresentam uns titulares ao resto de colaboradores, que deverão decidir se a notícia é verdadeira ou falsa.
- El Titular Justo: Paródia de El Precio Justo, nesta secção Llum Barrera conta o princípio de uma notícia real e a seguir dá a eleger aos colaboradores entre 2 finais, dos quais só um é verdadeiro. A modo de broma, comentou-se que é a única secção que tem uma cabeceira de saída diferente à primeiramente.
- Tem cuidado, Frank, não faças nenhum plano: Nesta secção, os colaboradores advertirão a Frank Blanco das coisas que não pode fazer o fim de semana.
- Nota: Não todas estas secções são diárias

### Secções antigas
| Listagem de secções antigas |
| --- |
| - Navideando: Nesta secção Cristina Pedroche expõe notícias e dá conselhos relacionados com as festividades navideñas. Realizou-se em Natal de 2017. - #ViernesEnZapeando: A raiz de um vídeo viral de um loro dançando enquanto seu dono gritava "Ole nas sextas-feiras!", o programa pede aos espectadores que lhes mandem um vídeo celebrando nesse dia da semana. Assim, cada sexta-feira emitem um vídeo novo. - Pa'ter-nos matao: Desde o croma, Anna Simon apresenta vídeos de acidentes com o lema "pouco passa-nos para o que poder-nos-ia passar". A primeira vez, a secção chamou-se Pa'ver-nos matao, ainda que argumentaram que "das duas formas está mau escrito". - FrankyNews: Frank Blanco contava notícias e novidades relacionadas com programas da corrente. Costumava incluir algum vídeo avance. - LaSexta cumpre 10 anos: Devido ao décimo aniversário de laSexta, os colaboradores apresentam vídeos de diferentes programas destacados da corrente, cada dia sobre uma temática diferente. - Teu playback soa-me: Um dos colaboradores (normalmente Ana Morgade ou Cristina Pedroche) reta a um famoso convidado a ver quem faz o melhor playback de uma canção conhecida. É uma paródia do programa Tua cara soa-me. - Só ante teu zapping: A equipa do programa dava a oportunidade de pôr-lhe a um convidado um zapping aparecido no programa nos que se falou "mau" de dita pessoa para que "se defendesse". - Ensina-me teu móvel: A equipa de Zapeando pede-lhe a um convidado que não vai a plató que lhe explique ou lhe fale das coisas que tem no móvel, de grupos de chats, seus vídeos preferidos... - GaZapeando: Manu Sánchez ou, em sua ausência, outro colaborador mostrava os momentos do próprio programa onde os membros da equipa se equivocam. - Infarto TV: Sara Escudero comentava os roubos mais divertidos e perigosos da actualidade. - Piscina Mix: Reportagens veraniegos de Irene Junquera numa piscina onde ensina vídeos de jogos aos bañistas para depois os organizar. O nome da secção é uma paródia do programa de Antena 3 Areia Mix. - Fica-lhe para setembro: Finalizado o curso escoar, os colaboradores reúnem-se como se fosse um claustro de professores para expor as matérias que tem suspendido um aluno. Dito "aluno" é um colaborador de outros programas e tem sido zapeado em ocasiões anteriores, por exemplo, Susanna Griso ou Tomás Roncero. - Goyo em USA: Goyo Jiménez sacava defeitos, incongruencias ou simplesmente falava de uma série estadounidense. Também costumava comparar a cultura espanhola com a estadounidense se baseando em temas concretos. Por exemplo, compara os concursos, telejornais ou postureos de ambos países, deixando ver que o país norte-americano superava ao espanhol em isso. - Sincronizados: A um casal de homem e mulher famosa que trabalham juntos (um actor e uma actriz de uma mesma série, por exemplo), se lhes pergunta por separados coisas do outro para saber cúanto se conhecem entre si. Por exemplo "A fulanito gosta mais da montanha ou a praia?". O entrevistado responde e o outro verifica a resposta. Primeiro perguntam-se-lhe coisas a um sobre o outro e depois trocam papéis. - Perrea, perrea: Cristina Pedroche trazia vídeos graciosos de cães enquanto dançava perreando. - Pesadelo com Cristina: paródia de Pesadelo na cozinha, onde Cristina Pedroche cozinhava diversos platos como um ovo fritado ou mayonesa. - O cilipollas do verão/outono/natal/inverno: consistia num vídeo diário de gente tendo acidentes cómicos em palcos relacionados com a estação do ano na que se estava nesse momento. Esta secção não se chegou a realizar em primavera. A secção chama-se "cilipollas", com "C", devido a um guiño do programa a Wild Frank porque os habitantes de uma tribo do Amazonas confundiram a palavra correcta, com "G", com "cilipollas". - Notícias que nunca verás na tv: A equipa de Zapeando analisava as notícias mais curiosas e divertidas que não contavam os presentadores de noticiários. - Parecidos matemáticos: Mostravam-se no programa fotos que a gente envia ao programa com o hashtag #ParecidosZapeando. O conteúdo da foto são duas imagens, com dois rostos diferentes (supõe-se que um dos rostos tem que ser o da pessoa que manda a foto) que, misturados entre si, dariam o rosto da pessoa que aparece numa terceira imagem. Este último rosto costuma ser o de um famoso. - Algo para recordar: Miki Nadal rememoraba algum programa mítico da televisão. - O Zapping favorito de...: Alguém famoso pedia seu momento favorito da televisão para pôr no programa. - O espectador do dia: Sem estar em plató, ensinavam-se-lhe a um famoso ou famosa alguns dos zappings emitidos no programa para ver sua reacção. Apesar do nome, esta secção não era diária. - Tenho um WhatsApp para...: Esta secção realizava-se nas sextas-feiras (não todas as sextas-feiras). Nela os colaboradores "enviavam" (de forma fictícia) mensagens pelo famoso aplicativo a algum dos protagonistas dos momentazos da semana. - A secção de Sara Bravo: Durante o verão de 2014, a repórter extremeña procurava divertidas histórias pelos povos de Espanha e comentava com os habitantes "zappings" aparecidos no programa. - Famosos Vs. Cristina Pedroche: Famosos voluntários gravavam-se contando um chiste de segunda-feira a quinta-feira através de Twitter. O melhor, decidido pela audiência votando através do site do programa, enfrentava-se ao chiste contado na sexta-feira de Cristina Pedroche. O chiste ganhador entre o do famoso ganhador e o de Cristina decidia-o a audiência através, também, de Twitter. Isto se repetiu durante poucas semanas, terminando o concurso no programa 100 com a vitória absoluta de Dani Rovira. - A copa do comando: Durante o mundial de futebol de 2014, punham-se "zappings" de televisões pertencentes a alguns países participantes. - Momentazos das televisões autonómicas: O título deixa-o muito claro. Depois, esta secção fundiu-se com a de momentazos de correntes nacionais, pondo na secção actual imagens de ambos tipos de canais. - Entrevista zapeada: O convidado tinha que responder a várias perguntas resgatadas de outras entrevistas televisadas (nada que ver com o convidado em si normalmente) - Concurso de concursos: Os gazapos cometidos pelos concursantes que participam nos diferentes concursos da televisão serviam para jogar com os colaboradores, que tratavam de adivinhar suas respostas. - Espanhóis pelo comando: Repassavam-se os formatos que se vêem em nossa televisão e que têm sido exportados a outros países. - Falhas em série: Sergi Mas procurava as falhas das séries emitidas na televisão. - Memes de Miki: Miki Nadal parodiava cenas de programas, séries e anúncios. - Somos muito fãs de...: Aplaudiam os comentários e a forma de actuar de todo aquele que saia em televisão. - Tua cara soa-me: Em lugar de misturar a famosos com grandes cantores, como no programa de televisão do mesmo nome, se fundiam personagens de âmbitos totalmente diferentes. - YouTubeando: Os vídeos mais visitados em Internet. Ademais, os colaboradores tinham que salvar o melhor dos três vídeos que o presentador lhes mostre. O eleito continuava emitindo-se em dias posteriores até ser desbancado por outro. |

## Prêmios Zapeando
Cada ano, nada mais começar a temporada de verão, o programa outorga seus próprios prêmios. De segunda-feira a quinta-feira, um colaborador mostra três vídeos nominados a uma categoria e o resto de colaboradores em plató vota seu favorito, que resulta finalista. Em caso de empate, o voto de Frank Blanco tem duplo valor. Os finalistas enfrentam-se na sexta-feira, numa final que os espectadores decidem via Twitter o ganhador da categoria. Cada semana outorgam-se os prêmios a uma categoria diferente.
| Categoria                                                                                              | Ganhador                                      | Ganhador                                | Ganhador                                                                               | Ganhador                             | Ganhador                       |
| Categoria                                                                                              | 2014                                          | 2015                                    | 2016                                                                                   | 2017                                 | 2018                           |
| --- | --------------------------------------------- | --------------------------------------- | -------------------------------------------------------------------------------------- | ------------------------------------ | ------------------------------ |
| Prêmio Masegosa ao melhor repórter (2018)Repórter do ano (2015-2017)Canutazo de Ouro (2014 )           | Jorge Carmona, de Canal Sur                   | Sara Bravo, de Canal Extremadura        | Gonzo, do intermediário                                                                | José Antonio Masegosa, de Telemadrid | Thais Villas, do intermediário |
| Melhor canção original                                                                                 | "Mammamía Rhapsody" de Oregón TV              | "Maiores" dos Morancos                  |                                                                                        |                                      |                                |
| Melhor vídeo da rede(Melhor vídeo não porno da rede em 2014)                                           | A menina e o pollito                          | O menino da "salchipapa"                | O avô e sua pensão                                                                     | A paródia italiana de "Despacito"    | Mentiras e gordas              |
| Melhor momentazo do ano                                                                                | Matías e Nabil, "os primos" de Pequim Express | Paquita, a pensionista de laSexta Noite | Cristina Pedroche e Anna Simon imitando a Aitana Ocaña e Ana Guerra em Tua cara soa-me |                                      |                                |
| Concurshowman do ano                                                                                   | Alicia "a pitufina", de Agora caio!           | Antonio "o indultado", de Agora caio!   | Cristian "o concursante de filme", de Agora caio!                                      |                                      |                                |
| Cómorl do ano                                                                                          | Juan e Meio                                   |                                         |                                                                                        |                                      |                                |
| Prêmio Jimmy Fallon                                                                                    | Jimmy Fallon                                  | Alfonso Ribeiro                         | Ariana Grande                                                                          | "Tudo fica em casa"                  |                                |
| Melhor vídeo manipulado                                                                                | Entrevista de Miki Nadal a Cristiano Ronaldo  | O musical de Miquel Iceta               |                                                                                        |                                      |                                |
| Melhor comunicador nacional (2017)Melhor presentador nacional (2015-2016)Porque eu o apresento (2014 ) | Alberto Chicote                               | Arturo Valls                            | O Grande Wyoming                                                                       | Matías Prats                         |                                |
| Desapalabrados                                                                                         | "O lío da valeriana"                          | "Lapsus quente"                         | Rita Barberá                                                                           |                                      |                                |
| Tertuliano mais polémico                                                                               | Tomás Roncero                                 |                                         |                                                                                        |                                      |                                |
| Zasca do ano                                                                                           | Paco León, em Zapeando                        | Ana Pastor, nas sextas-feiras ao show   |                                                                                        |                                      |                                |
| Um país para zapeárselo (2014)Melhor presentador autonómico (2015 )                                    | Rosa Rosado, de CMM TV                        | Juan e Meio, de Canal Sur               |                                                                                        |                                      |                                |
| Não me foques que não te ouço (2014)Melhor falha técnica (2015 )                                       | Cristina Almeida, em laSexta Noite            | Jesús López Vázquez, da TPA7            |                                                                                        |                                      |                                |
| O rincão de pensar                                                                                     | Sacerdote de Jaén                             |                                         |                                                                                        |                                      |                                |

O 8 de setembro de 2014, Alberto Chicote recebeu ao vivo seu prêmio "Porque eu o apresento" ao melhor comunicador.

## Prêmios recebidos
Zapeando e sua equipa ganharam o prêmio Antena de Ouro em 2015 e a Antena de Prata e o Prêmio Jovem em 2017. Também têm sido nominados em várias ocasiões nos prêmios Neox Fã Awards e os Prêmios Íris.
| Ano  | Prêmio                                         | Categoria                    | Candidato                                                            | Resultado |
| ---- | ---------------------------------------------- | ---------------------------- | -------------------------------------------------------------------- | --------- |
| 2014 | Neox Fã Awards                                 | O programón                  | Zapeando                                                             | Nominado  |
| 2014 | Neox Fã Awards                                 | O mega presentador           | Frank Blanco                                                         | Nominado  |
| 2014 | Neox Fã Awards                                 | O mais craque                | Josie                                                                | Eliminado |
| 2015 | Neox Fã Awards                                 | O programón                  | Zapeando                                                             | Nominado  |
| 2015 | Neox Fã Awards                                 | O careto + LOL               | Frank Blanco                                                         | Nominado  |
| 2015 | Neox Fã Awards                                 | Momento OMG                  | Morreo de Boris Izaguirre a Frank Blanco                             | Eliminado |
| 2015 | Neox Fã Awards                                 | Momento OMG                  | Transparências de Cristina Pedrocheen as campanadas com Frank Blanco | Nominado  |
| 2015 | Prêmios Antena de Ouro                         | Televisão                    | Frank Blanco                                                         | Ganhador  |
| 2016 | Prêmios Íris da Academia de TV                 | Melhor direcção              | Carlos Ferreiro, director do programa                                | Nominado  |
| 2016 | Prêmios Íris da Academia de TV                 | Melhor realização            | María Zarazúa, realizadora do programa                               | Nominada  |
| 2017 | Prêmios Antena de Prata                        | Televisão                    | Anna Simon                                                           | Ganhadora |
| 2017 | Prêmios Íris da Academia de TV                 | Melhor realização            | María Zarazúa, realizadora do programa                               | Nominada  |
| 2017 | Prêmio Jovem da Denominação de Origem A Mancha | Comunicação                  | Zapeando                                                             | Ganhador  |
| 2018 | Premeio Ovo de Colón do Cartaz Turia           | Melhor programa de televisão | Zapeando                                                             | Ganhador  |
| 2018 | Prêmios Íris da Academia de TV                 | Melhor programa              | Zapeando                                                             | Pendente  |
| 2018 | Prêmios Íris da Academia de TV                 | Melhor realização            | María Zarazúa e equipa de realização                                 | Pendente  |
| 2018 | Prêmios Íris da Academia de TV                 | Melhor guion                 | Quique Peinado e equipa de roteiristas                               | Pendente  |